# Schloss St. Ulrich im Mühlkreis

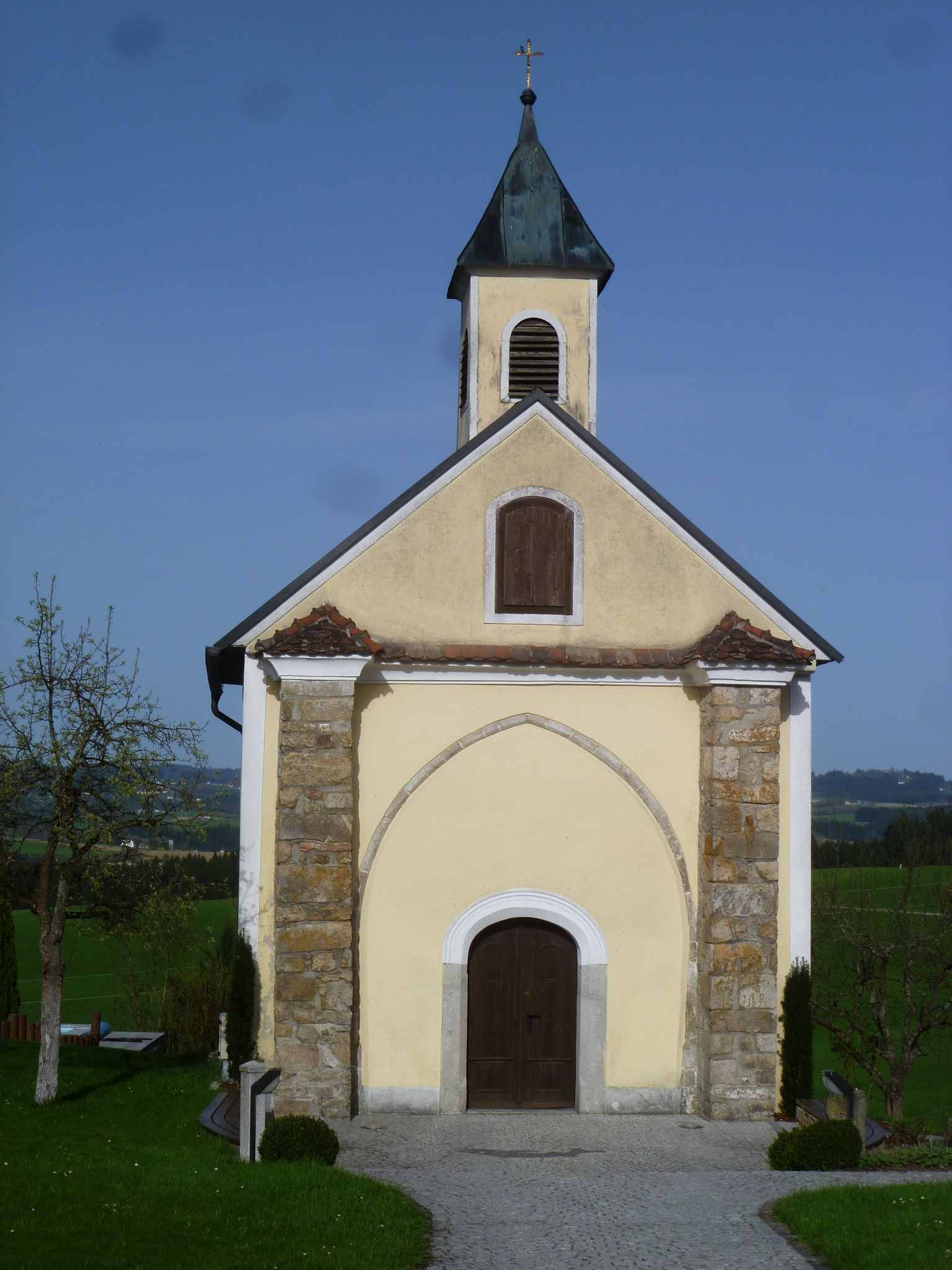
Ortskapelle von St. Ulrich im Mühlkreis

Das Schloss St. Ulrich lag in der gleichnamigen Gemeinde St. Ulrich im Mühlkreis im Bezirk Rohrbach von Oberösterreich.

## Geschichte
Sanct Ulrich oder Gad Ura („Gad“ ist im Mühlviertel der Ehrentitel eines Heiligen) wird zuerst 1185 erwähnt. St. Ulrich war der Stammsitz der Schallenberger, die sich vor dem Bau der Veste Schallenberg St. Ulricher nannten. 1197 wird ein Heinricus de Sancto Udalrico genannt. Ab 1260 heißt diese Adelsfamilie dann von Schallenberg (Heinricus de Salchinberc dictus Sancto Ulrico). 1345 wird das Gesäzz zu St. Ulrich erwähnt. 1427 wurde diese Burg von den Hussiten zerstört, woraufhin die Schallenberger neben den Ruinen ein neues Schloss, die heutige Hoftaverne, erbauten. Diese war bis 1660 in ihrem Besitz.

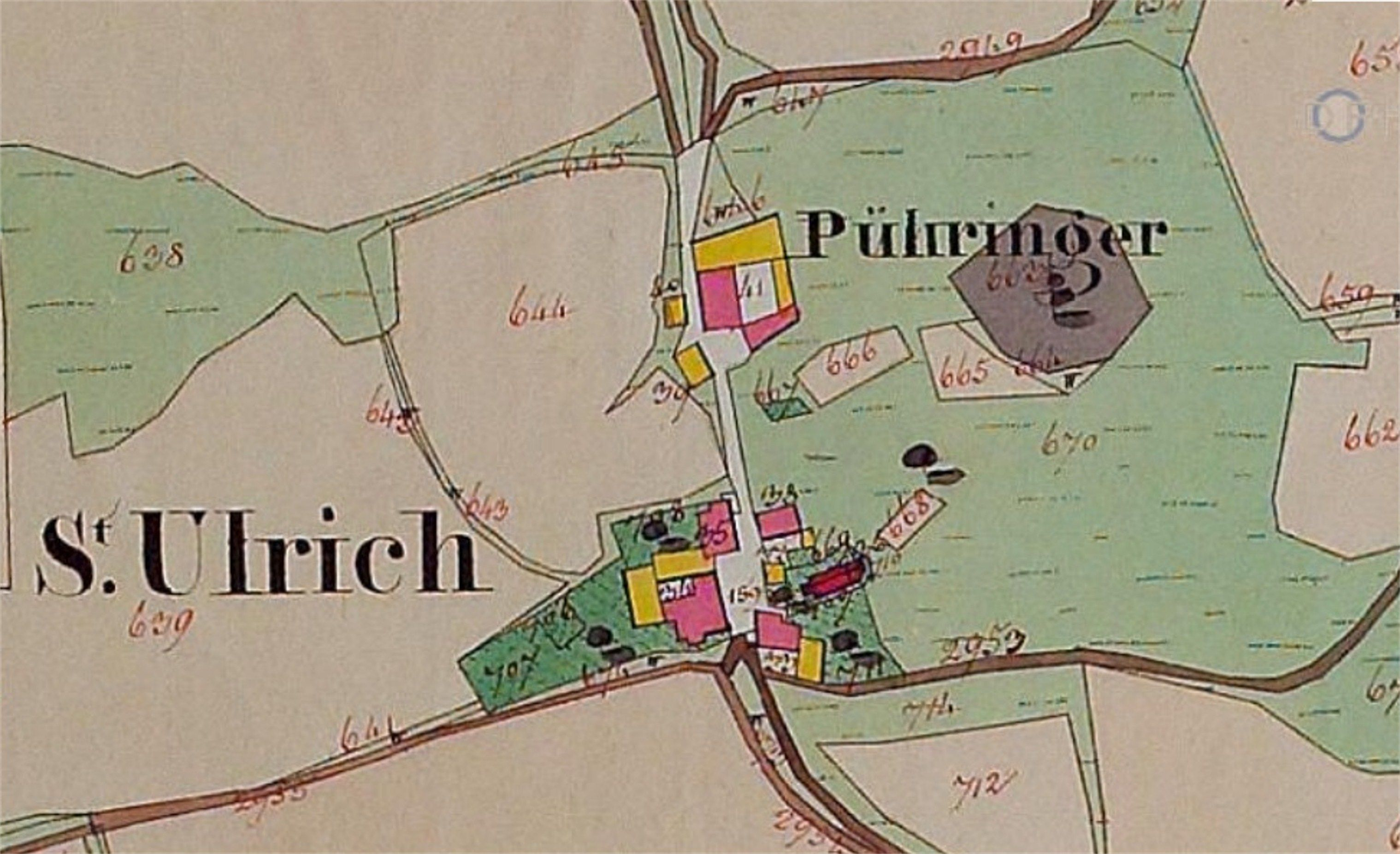
Lokalisierung von der Burg St. Ulrich östlich des Anwesens Pühringer

## Schloss St. Ulrich heute
Von der Burg sind bis auf Reste der ehemaligen Burgkapelle, der heutigen Ortskapelle, keine wesentlichen Spuren mehr erhalten. Vor den Stufen des Altars ist die Gruftplatte des Schallenberger Erbbegräbnisses eingelassen. Das Hauptschiff der Kirche wurde unter Kaiser Josef II. abgebrochen, erhalten blieb das gotische Presbyterium.
Die Burganlage befand sich etwa 0,15 km nordöstlich der Dorfkapelle, und nicht zwischen Kirche und Taverne, wie bisweilen berichtet wird. Die lokal unter dem Namen „Räuberhügel“ bekannte Anlage ist im Franziszeischen Kataster noch deutlich als bewaldeter Hügel östlich des Anwesens vulgo Pühringer erkennbar. Bei Grabungsarbeiten wurden in den 60er-Jahren des vorigen Jahrhunderts Mauerwerk mit der Stärke von zwei Metern, ein Gewölbe und ein Keller gefunden. Im Letzteren wurden diverse Fundgegenstände (Tresen, Steigbügel, Sporen) entdeckt, aber in Verkennung ihres Wertes einfach weggeworfen. Die Bauobjekte wurden mit Erdreich aufgefüllt und einplaniert. Baureste des Schlosses finden sich noch in der ehemaligen Schlosstaverne (heute Wirtshaus St. Ura).

Bilder
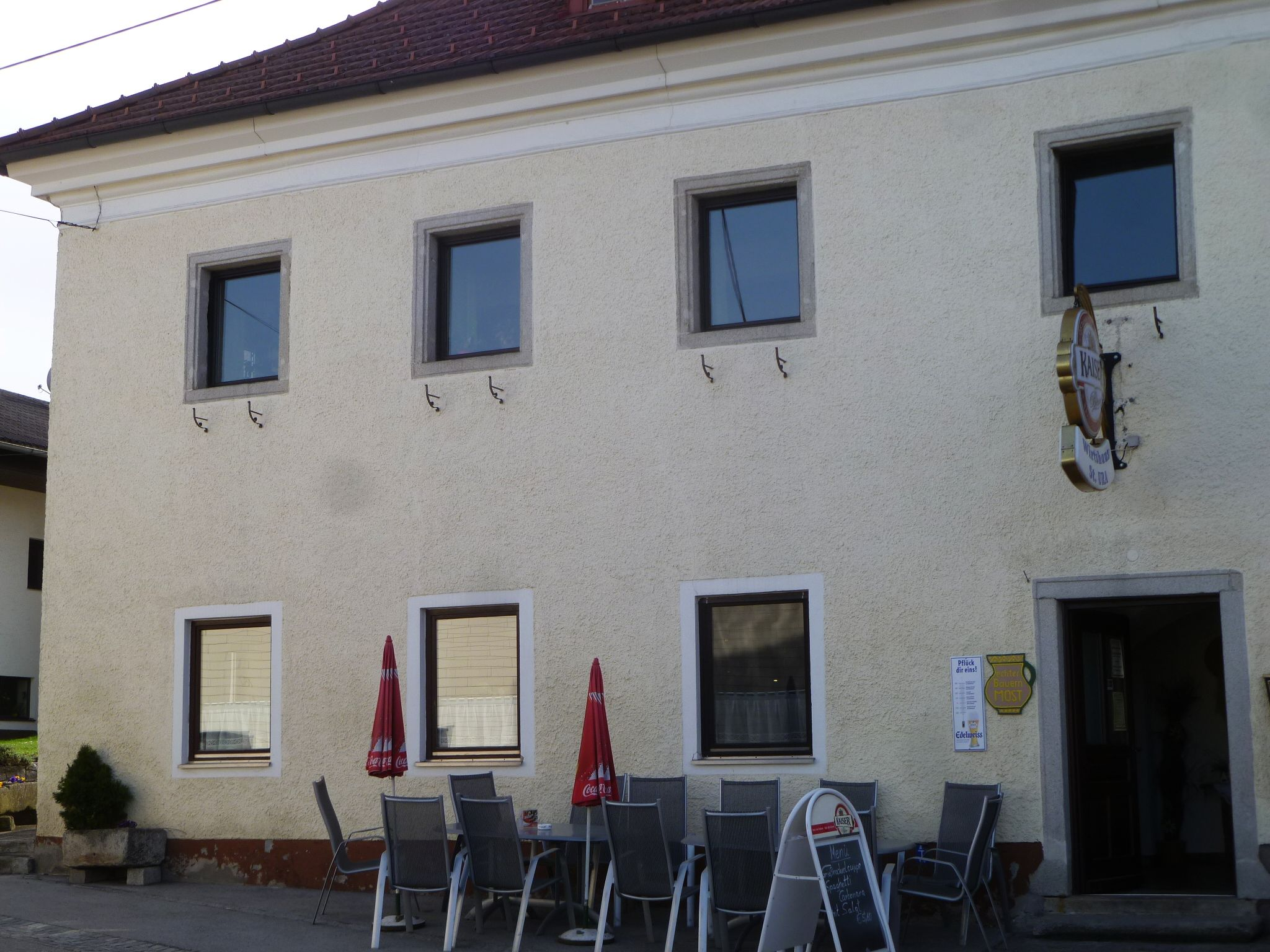
Schlosstaverne von St. Ulrich im Mühlkreis
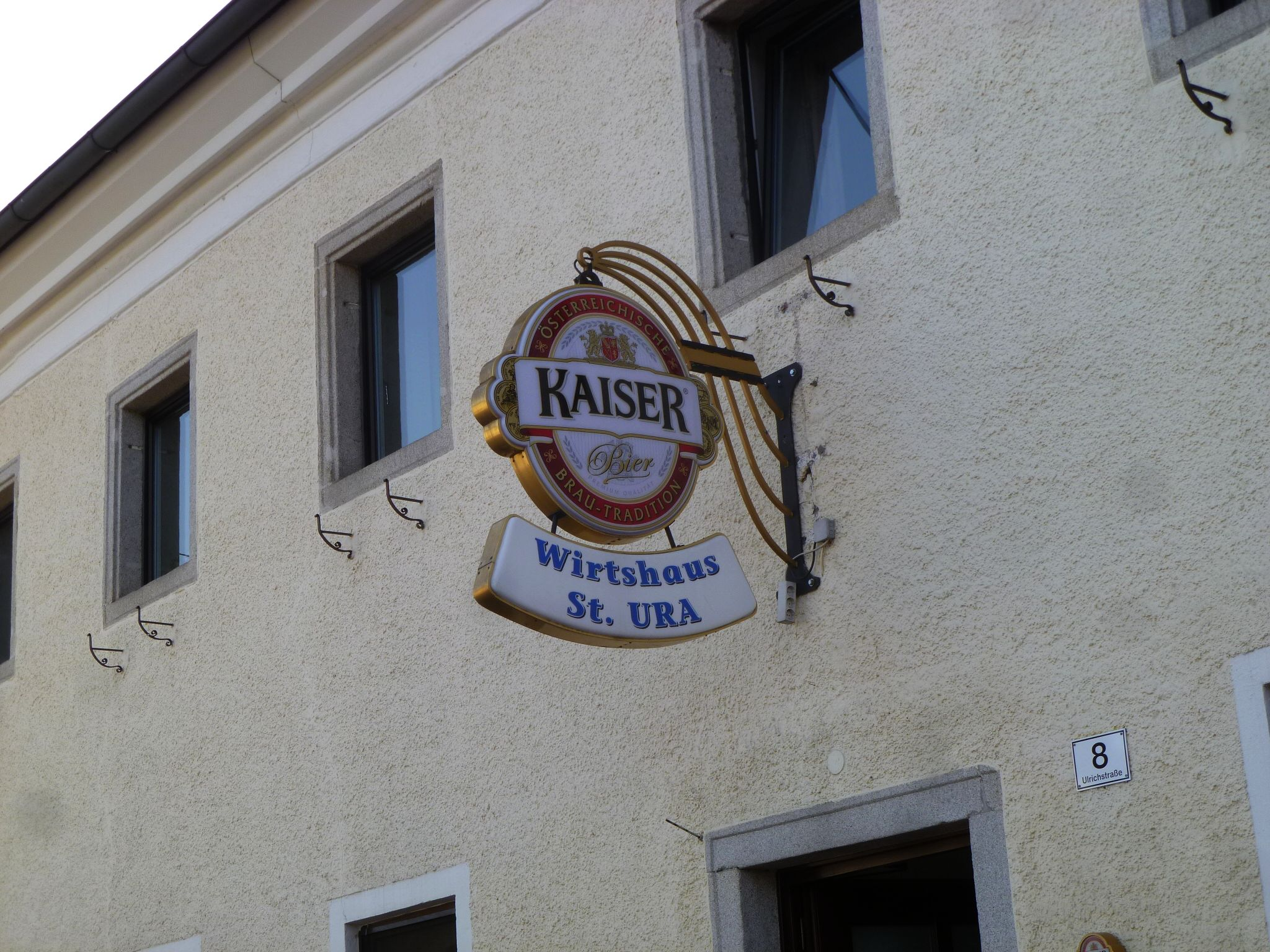
Wirtshausschild der Schlosstaverne St. Ura